# Hemija fulerena
Hemija fulerena je polje organske hemije koji se bavi hemijskim svojstvima fulerena. Istraživanja u ovoj oblasti proističu iz potrebe da se funkcionalizuju fulereni i da se podese njihova svojstava. Na primer, fuleren je veoma nerastvoran, te se dodavanjem podesnih grupa može boboljšati rastvorljivost. Dodavanjem polimerizabilne grupe može se dobiti fulerenski polimer. Fulerani sa dotatim funkcionalnim grupama se dele u dve klase: eksoedralni fulereni sa supstituentima izvan kaveza i endoedralni fulereni sa molekulima zarobljenim unutar kaveza.